# HemisFair Arena
Le HemisFair Arena était une salle omnisports située à San Antonio au Texas. Elle a été ouverte le 6 avril 1968, et ce jusqu'en 1995 où elle a fermé ses portes pour ensuite être démolie.

## Historique
L'amphithéâtre de 16 057 places a été le domicile des Spurs de San Antonio de la National Basketball Association de 1973 jusqu'en 1993, elle a subi des travaux de rénovation en 1977 pour répondre aux exigences de la NBA afin de la rendre plus moderne.
En 1993, les Spurs changent d'endroit pour aller poursuivre leurs activités au Alamodome, un stade couvert à multi-usage pour accueillir une équipe de football américain et d'autres évènements sportifs majeurs dans la ville de San Antonio.